# Dimitris Siufas
Dimitris Siufas, grec. Δημήτρης Σιούφας (ur. 15 sierpnia 1944 w Karditsie, zm. 11 stycznia 2019 w Atenach) – grecki polityk i prawnik, długoletni parlamentarzysta, w latach 1992–1993 minister zdrowia, w latach 2004–2007 minister rozwoju, od 2007 do 2009 przewodniczący Parlamentu Hellenów.

## Życiorys
Ukończył politologię i administrację publiczną na Uniwersytecie Panteion w Atenach, a następnie prawo na Uniwersytecie Arystotelesa w Salonikach. Praktykował w zawodzie prawnika.
Zaangażował się w działalność polityczną w ramach Nowej Demokracji. Od 1979 wybierany do jej komitetu centralnego, a od 1997 do komitetu wykonawczego partii. W latach 1977–1981 był dyrektorem generalnym EOMMECh, greckiej organizacji małej i średniej przedsiębiorczości oraz rzemiosła. W 1997 znalazł się w gronie założycieli instytutu demokracji nazwanego imieniem Konstandinosa Karamanlisa. W 1981 po raz pierwszy uzyskał mandat posła do Parlamentu Hellenów, zrezygnował z funkcji deputowanego w 1982. Do parlamentu powrócił w wyniku kolejnych wyborów w 1985, po czym z powodzeniem ubiegał się o reelekcję w głosowaniach z czerwca 1989, listopada 1989, 1990, 1993, 1996, 2000, 2004, 2007 i 2009. W parlamencie zasiadał do 2012, uzyskując wybór w okręgu wyborczym Karditsa, a w 2009 z listy państwowej ND.
Od sierpnia 1991 do grudnia 1992 pełnił funkcję wiceministra zdrowia, opieki społecznej i bezpieczeństwa socjalnego, następnie do października 1993 kierował tym resortem w gabinecie Konstandinosa Mitsotakisa. Od marca 2004 do września 2007 sprawował urząd ministra rozwoju w rządzie Kostasa Karamanlisa. W latach 2007–2009 pełnił funkcję przewodniczącego Parlamentu Hellenów 12. kadencji.